# Dolomiet
Dolomiet of bitterspaat is een carbonatisch mineraal; calcium-magnesium-carbonaat met de chemische formule CaMg(CO3)2. Gesteente dat grotendeels uit dit mineraal bestaat wordt ook dolomiet genoemd, ter onderscheiding wordt ook wel de naam dolosteen gebruikt.

## Eigenschappen
In zijn voorkomen lijkt dolomiet op calciet, maar het lost ondanks het basische carbonaat-ion slecht tot niet op in zoutzuur. Het is niet precies bekend hoe het mineraal wordt gevormd. Een mogelijkheid is dat het kan neerslaan in ondiep zeewater in (sub-)tropische gebieden. Hoewel dolosteen meestal niet door sedimentatie ontstaat, wordt dolosteen meestal tot de sedimentaire gesteenten gerekend. De meeste dolosteen is secundair van aard en gevormd bij diagenetische processen zoals de invloed van zee- of grondwater op gesteente. Dit wordt "dolomitisatie" genoemd.
Voor het optreden van dit proces was het moedergesteente meestal een kalksteen. Mg-ionen nemen de plek van Ca-ionen in het kristalrooster in. Ca-ionen hebben echter een grotere radius dan Mg-ionen. Zowel op atomaire als op macroschaal ontstaan daarom gaten in het gesteente. Deze gaten zijn typisch voor secundaire dolosteen.

## Naam
De naam dankt het mineraal aan de 18e-eeuwse Franse geoloog Déodat de Dolomieu, die dit mineraal ontdekte in de bergketen die sindsdien naar hem de Dolomieten wordt genoemd.

## Industriële toepassing
Dolosteen wordt gebruikt als natuursteen, maar ook als grondstof voor cement, als bron voor magnesiumoxide en voor het vervaardigen van vuurvaste stenen.